# Pietro Locatelli

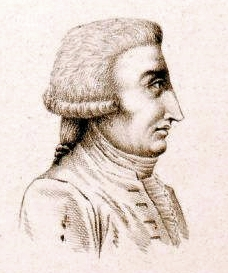
Pietro Locatelli

Pietro Antonio Locatelli  (Bérgamo, Italia, 3 de septiembre de 1695 - Ámsterdam, Países Bajos, 30 de marzo de 1764), fue un compositor y violinista italiano. 
Fue un niño prodigio y fue enviado a estudiar a Roma, con Arcangelo Corelli, hacia enero de 1711, fue considerado el "Paganini del siglo XVIII". Entre los años 1717 y 1723 lo llaman para interpretar obras en la Iglesia de San Lorenzo de Damaso.En el año de 1725 fue nombrado maestro de capilla. Más adelante, en 1727, viaja a Múnich, y al año siguiente a Berlín. Se radicó finalmente en Ámsterdam dedicándose a la enseñanza, dándole clases a Jean-Marie Leclair, no ofreció más conciertos públicos, pero si algunos privados.
En 1731 obtiene la cédula que le otorga permiso para imprimir su obra.
La obra de Locatelli es principalmente para violín. Entre sus obras se destaca su publicación Arte del violino, opus 3, publicada en el año de 1733, una colección de doce conciertos para violín, que representan una gran dificultad técnica para su época, de los cuales el más conocido es el último, llamado Laberinto armonico. Además, compuso tríos, concerti grossi y sonatas para flauta. Se aprecia en su obra inicial influencia de Corelli, y en obras cronológicamente más adelantadas, de Vivaldi.
En sus piezas para violín utiliza técnica virtuosística, usa cadencias largas en donde desarrolla la voz, utiliza el registro alto, cuerdas dobles y cambios de posición muy rápidos. 
Obras:
- 12 Concerti Grossi, opus 1
- L'arte del violino, 12 conciertos, opus 3